# دولار جزيرة الأمير إدوارد
دولار جزيرة الأمير إدوارد هو وحدة العملة المستخدمة في جزيرة الأمير إدوارد. حل الدولار محل جنيه جزيرة الأمير إدوارد عام 1872 بسعر 1 جنيه = 4.866 دولار (ما يعادل الدولار الكندي). والذي يقسم إلى 100 سنت.

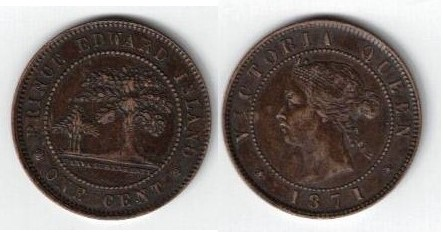
عملة جزيرة الأمير إدوارد سنت واحد (1871)

## الأوراق النقدية
أصدرت وزارة الخزانة في جزيرة الأمير إدوارد أوراقًا نقدية بالجنيه البريطاني (1848-1858) بفئات 5 و10 شلن، و1 و2 و5 جنيهات. وأصدر البنك التجاري في جزيرة الأمير إدوارد أوراقًا نقدية (1871-1891) بفئات 1 و2 و5 و10 و20 دولارًا.

### بنك جزيرة الأمير إدوارد
تأسس بنك جزيرة الأمير إدوارد (PEI) في 14 أبريل 1856 في شارلوت تاون، بعد ما يقرب من عامين من المفاوضات مع بريطانيا العظمى حول شرعية البنك المنشأ في المستعمرة. في 13 أغسطس 1856 بدأ البنك بالعمل، وكان أول بنك ينشئ في الجزيرة. وكان من بين المديرين المؤسسين: جيمس بيك، وريتشارد هارتز، ودانييل ديفيز، وهنري هازارد، ودانيال برينان.
في عام 1857، أُغلق بنك جزيرة الأمير إدوارد مؤقتًا (استنادًا إلى بند في ميثاقه الأصلي، فقد أوقف جميع المعاملات المالية لمدة ثلاثة أشهر) بعد أن اكتشف المديرون أن رئيس البنك وأمين الصندوق قد قدموا قروضًا تجاوزت رأس مالهم. بقي أمين الصندوق (وليام كوندال) في البنك بينما استقال الرئيس (رالف بريكن). في عام 1881، بعد اكتشاف أن أمين الصندوق (جوزيف بريكن، نجل الرئيس السابق رالف بريكن) قدم قروضًا كبيرة بشكل غير مسؤول، اغلق البنك وتصفيته على مدى سنوات (1882-1887). كان بنك جزيرة الأمير إدوارد هو الأول في كندا الذي أعلن إفلاسه.

#### الإصدار
صدرت السلسة الأولى من العملة الورقية للبنك في 13 أغسطس 1856 وشمل الأوراق النقدية من فئة 5 و10 شلن، وأوراق نقدية من فئة 1 و5 جنيهات. وأصدر أوراق نقدية في عام 1859 من فئة 10 شلن و2 جنيه. وكان إصدار عام 1872 بالدولار الكندي، مؤرخًا في البداية في 1 يناير 1872 (ثم أعيد إصداره مرة أخرى في 1 يناير 1877).
| قيمة       | تاريخ | صورة                                                          |
| ---------- | ----- | ------------------------------------------------------------- |
| 1 دولار    | 1877  | CAN-S1929c-Bank of Prince Edward Island-1 Dollar (1877).jpg   |
| 2 دولار    | 1877  | CAN-S1930c-Bank of Prince Edward Island-2 Dollars (1877).jpg  |
| 5 دولارات  | 1877  | CAN-S1931c-Bank of Prince Edward Island-5 Dollars (1877).jpg  |
| 10 دولارات | 1872  | CAN-S1932a-Bank of Prince Edward Island-10 Dollars (1872).jpg |
| 20 دولار   | 1872  | CAN-S1933a-Bank of Prince Edward Island-20 Dollars (1872).jpg |